# Culleredo
Culleredo là một đô thị của Tây Ban Nha ở tỉnh A Coruña trong cộng đồng tự trị của Galicia. Culleredo ở ngoại ô của A Coruña. Dân cư của Culleredo làm việc trong khu vực dịch vụ, và có công nghiệp, nông nghiệp trong lãnh thổ của Culleredo. Sân bay của A Coruña, hay Alvedro, đặt ở Culleredo.